# Florent Van Cauwenbergh
Florentinus Augustus (Florent) Van Cauwenbergh (Lier, 10 november 1841 - aldaar, 16 september 1923) was een Belgisch advocaat, notaris en politicus voor de Katholieke Partij.

## Levensloop
Van Cauwenbergh groeide op te Lier waar zijn vader notaris en gemeenteraadslid was. Hij studeerde aan de Katholieke Universiteit Leuven, alwaar hij in 1863 promoveerde tot doctor in de rechten. Een jaar later behaalde hij er het getuigschrift van 'kandidaat notaris'. Vervolgens werd hij werkzaam als advocaat, waarbij hij van 1883 tot 1884 en van 1886 tot 1887 stafhouder aan de balie van Mechelen was. Daarnaast oefende hij van 1886 tot 1911 in opvolging van zijn vader het ambt van notaris uit. Op 15 april 1875 trouwde hij. Uit dit huwelijk kwamen vier kinderen voort.
In 1872 werd Van Cauwenbergh verkozen tot gemeenteraadslid en vervolgens aangesteld als burgemeester van Lier na de machtsovername door de Katholieke Partij. Hij volgde in deze hoedanigheid de liberaal George Bergmann op. Van Cauwenbergh bleef burgemeester tot 1911, waarna hij werd opgevolgd door Jozef Schellekens. Ook zetelde hij van 1870 tot 1894 in de Antwerpse provincieraad, waarvan hij in 1885 ondervoorzitter en vanaf 1889 tot 1894 voorzitter was. Bij de wetgevende verkiezingen van 14 oktober 1894 werd hij verkozen tot volksvertegenwoordiger voor het kiesarrondissement Mechelen, een mandaat dat hij uitoefende tot 1921. Vervolgens was hij van 1921 tot 1923 gecoöpteerd senator.
Van Cauwenbergh had aandacht voor de Vlaamse Beweging, maar bleef daarin gematigd. Zo sprak hij in de provincieraad Nederlands, was zijn eerste beleidsdaad als burgemeester het vernederlandsen van de verslagen van het schepencollege en was hij als volksvertegenwoordiger verslaggever van de wetsontwerpen met betrekking tot de Gelijkheidswet. Hij vond evenwel geen aansluiting bij de groep rond Frans Van Cauwelaert, Camille Huysmans en Louis Franck die begin 20e eeuw de vernederlandsing van het onderwijs en specifiek van de Rijksuniversiteit Gent vroegen. Bevriend met kardinaal Mercier, diende Van Cauwenbergh zelfs een tegenwetsvoorstel in. Een ander thema waarmee Van Cauwenbergh zich profileerde was het 'belang van het katholiek onderwijs' in het kader van de 'eerste schoolstrijd'.  Onder meer naar aanleiding hiervan (de schoolstrijd red.) werd onder zijn burgemeesterschap in 1880 door het Aartsbisdom Mechelen het Sint-Gummaruscollege opgericht.
In 1922 liet hij - naar ontwerp van Gustaaf Careels - een breedhuis in neorococo-uitvoering optrekken in de Mechelstraat (De woning werd omstreeks 2011 evenwel gesloopt.). Het deel van de straat waar dit gebouw stond werd later naar hem vernoemd, met name de 'Florent Van Cauwenberghstraat'. Ook ontving hij het ereteken van grootofficier in de Leopoldsorde. Hij kreeg een laatste rustplaats op het Begraafpark Mechelsepoort te Lier. Zijn afbeelding is (samen met die van vijf andere Lierse burgemeesters uit de periode 1830-1930) opgenomen in een 12-kantige carrousel ('défilé' genaamd) in de Zimmertoren die telkens om 12u 's middags wordt getoond.
Ook zijn zonen namen voorname posities in. Zo werd Jean vicaris-generaal en hulpbisschop van het Aartsbisdom Mechelen, alsook vice-rector aan de Katholieke Universiteit van Leuven. Etienne werd hoogleraar in de letteren en hoofdbibliothecaris aan de K.U.Leuven en Joseph trad in zijn vaders politieke voetsporen.